# Бородзик, Анджей
Анджей Бородзик (пол. Andrzej Borodzik; 9 апреля 1930 года, Сулеювек — 13 августа 2021 года, Варшава) — польский химик, специалист по производству антибиотиков, харцерский инструктор в звании харцмистжа, председатель Союза польских харцеров (2005—2007), посол на Сейм ПНР IV и V каденций.

## Биография
Сын Эдварда и Зофии. В 1942 году вступил в Союз польских харцеров, сначала в «Серые шеренги» — подпольную харцерскую организацию во время Второй мировой войны. Был командиром дружины в Отвоцком отряде «Завишаки», командиром 10-й воздушной харцерской дружины в Пултуске, член командного штаба Пултусского хуфеца, а затем его командир. Также был командиром хуфеца Варшава-Центральная.
Выпускник химического факультета Варшавского университета. С 1952 года работал технологом на Тархоминских фармацевтических предприятиях, где также был секретарем заводского комитета Польской объединенной рабочей партии. Возглавлял столичный комитет Фронта единства народа. В 1965—1972 годах был депутатом Сейма Польской Народной Республики IV и V каденций от Польской объединенной рабочей партии от районов Варшава Прага (до 1969 года) и Варшава Воля соответственно.
С 1959 года заместитель председателя Столичного совета друзей харцерского движения. В 1990-е годы был начальником отдела истории Главного штаба Союза польских харцеров, а с 2001 года член Штаба и директор Музея харцерского движения в Варшаве. Является соорганизатором Движения пожилых людей и Национального совета пожилых людей и старейшин.
3 декабря 2005 года на XXXIII съезде Союза польских харцеров был избран председателем СПХ. Занимал эту должность до 9 сентября 2007 года, когда подал в отставку на XXXV Чрезвычайном съезде Союза польских харцеров (на переизбрании проиграл Адаму Массальскому).
Брат Феликса, председателя конкурирующей организации «Союз харцеров Республики Польша» в 1995—1999 годах. Инструктор хуфеца СПХ Отвоцк.
Похоронен на кладбище Воинские Повонзки.

## Награды
- Орден Возрождения Польши Офицерской степени
- Орден Возрождения Польши Кавалерской степени
- Серебряный крест Заслуги
- Крест Армии Крайовой
- Серебряная медаль «За заслуги при защите страны»
- Золотой Крест за заслуги перед Харцерским движением
- Серебряный Крест за заслуги перед Харцерским движением
- Медаль XXV-летия «Czuwaj»